# Venezillo trifolium
Venezillo trifolium is een pissebed uit de familie Armadillidae. De wetenschappelijke naam van de soort is voor het eerst geldig gepubliceerd in 1890 door Adrien Dollfus.